# Młodzi jeźdźcy
Młodzi jeźdźcy (ang. The Young Riders) – amerykański serial przygodowo-westernowy, realizowany w latach 1989–1992. W Polsce emitowała go Telewizja Polska. Pierwszy sezon, w wakacje letnie 1994 roku, a drugi w kolejne.

## Fabuła
Akcja serialu rozgrywa się tuż przed wybuchem wojny secesyjnej. Bohaterami są tytułowi młodzi jeźdźcy Pony Expressu w miasteczku Sweetwater w Kansas.

## Obsada
- Stephen Baldwin jako William F. Cody
- Josh Brolin jako James Butler Hickok
- Ty Miller jako Młody
- Gregg Rainwater jako Running Buck Cross
- Yvonne Suhor jako Louise McCloud
- Anthony Zerbe jako Teaspoon Hunter

i inni